# Квилијано
Квилијано (итал. Quiliano) је насеље у Италији у округу Савона, региону Лигурија.
Према процени из 2011. у насељу је живело 2801 становника. Насеље се налази на надморској висини од 25 м.

## Становништво
| 1931. | 1936. | 1951. | 1961. | 1971. | 1981. | 1991. | 2001. | 2011. |
| ----- | ----- | ----- | ----- | ----- | ----- | ----- | ----- | ----- |
| 6.018 | 6.160 | 6.079 | 6.295 | 6.742 | 7.301 | 7.361 | 7.032 | 7.336 |